# 古川亀玉子
古川 亀玉子（ふるかわ きぎょくし、生没年不詳）とは、江戸時代の浮世絵師。

## 来歴
師系・経歴不明。古川氏、亀玉子、亀玉と号す。作画期は明和の頃で絵本と細判の作がある。なお『武江年表』の宝暦6年（1756年）6月の記事に「画工黒川亀玉卒」とあるが、同一人かは不明。

## 作品
- 『絵本花見車』　※光亭作、明和2年（1765年）